# Untersuchungshaft
Die Untersuchungshaft ist im Strafverfahren eine Zwangsmaßnahme, die eine Staatsanwaltschaft während einer Ermittlung beantragen kann. Diese kann sich je nach Staatsrecht unterscheiden. 
Für die Rechtslage in den einzelnen DACH-Staaten siehe die folgenden Artikel:
- Deutschland – Untersuchungshaft
- Österreich – Untersuchungshaft
- Schweiz – Untersuchungshaft